# IC 2893/1
IC 2893/1 је спирална галаксија у сазвијежђу Лав која се налази на листи објеката дубоког неба у Индекс каталогу.
Деклинација објекта је + 13° 23' 31" а ректасцензија 11h 30m 53,2s. Привидна величина (магнитуда) објекта IC 2893 износи 15,7 а фотографска магнитуда 16,5. IC 28931 је још познат и под ознакама CGCG 67-95.